# Геликарриер
Геликарриер (также Хэликэрриер; англ. Helicarrier или S.H.I.E.L.D. Helicarrier) — название серии летающих авианосцев в вымышленной комикс-вселенной Marvel Comics. Первая версия геликарриера была создана Джеком Кёрби для комикса Nick Fury, Agent of S.H.I.E.L.D. вышедшего в рамках антологии Strange Tales #135 в августе 1965 года. В дальнейшем внешний вид авианосца неоднократно менялся от модели к модели. Геликарриер появлялся во многих комиксах вселенной Marvel Universe, а также в различных мультфильмах и киноадаптациях комиксов, а также в играх по мотивам комиксов Marvel.

## Вымышленная история
На протяжении полувековой истории существовало более десятка версий геликарриера. Каждая версия стоила около 9 миллиардов долларов. Первая версия была совместно спроектирована в 60-х мутантом Кузнецом, миллиардером Говардом Старком и учёным Ридом Ричардсом. Во время первого полёта была уничтожена Джейком Фьюри — братом Ника Фьюри. Вскоре началась работа над второй версией Геликарриера.
Во время постройки второй версии произошло вторжение «Псов войны», отражённое Железным Человеком. Именно вторая версия геликарриера впервые была возглавлена Ником Фьюри. Здесь проходил мятеж Агента 9. В свой последний полёт геликарриер отправился под управлением Серой Гаргульи, который направил его на одну из баз Щ.И.Т., где находился Элемент Икс. На подлёте к базе геликарриер был сбит.
Третьей версией геликарриера вновь командовал Ник Фьюри, однако авианосец последовательно захватывался Гадюкой, Bi-Beast, Красным Черепом, Баком Ричленом (бывшим агентом Щ.И.Т.). В конечном итоге геликарриер был захвачен тараканами и уничтожен. При крушении большая часть команды выжила, а источник питания был украден Гадюкой.
Создание четвёртой версии получило кодовое имя "Операция «Перерождение»". Создание новой версии было вызвано необходимостью усилить мощь Щ.И.Т. и повысить его влияние. Большая часть периода существования четвёртой версии геликарриера пришлась на руководство Ника Фьюри, а также на руководство Дум-Дум Дугана в период исполнения им обязанностей директора Щ.И.Т. Эта версия была сбита Стражами и самоуничтожилась, дабы избежать попадания технологий во вражеские руки.
Пятая версия (иногда упоминается как Blackhawk или класс «Гермес») первоначально поступила под командование Г. В. Бриджа, но вскоре Ник Фьюри вернулся на пост главы организации. Эта версия захватывалась поочерёдно Аресом, Красным Черепом (который на борту Геликарриера и основал свою организацию S.K.U.L.L.), Безумцем и Hate-Monger (клон Адольфа Гитлера), однако Щ.И.Т. под руководством Ника Фьюри каждый раз отвоёвывал геликарриер обратно. Пятая версия была уничтожена сверх людьми, чей разум был порабощён организацией Г.И.Д.Р.А. и культом Зари Белого Света.
Шестая версия (иное название — «Перикл») была под командованием Ника Фьюри вплоть до его ухода с поста директора Щ.И.Т. Ему на смену пришла Мария Хилл. На борту геликарриера была создана специальная клетка для Железного Маньяка, Diamondback LMD и Титануса. Эта версия была уничтожена Блэйдом после того, как он обнаружил что все агенты на борту стали вампирами.
Седьмая версия сразу поступила под командование Марии Хилл. Предположительное название проекта — «Перикл II». Вскоре была сбита агентами Г.И.Д.Р.А. при помощи ЭМИ-оружия.
Восьмая версия (кодовое название «Перикл III») — также была отдана под командование Марии Хилл. В дальнейшем, командование перешло к Тони Старку вместе с должностью руководителя Щ.И.Т. в результате событий Гражданской войны. Данная версия некоторое время служила тюрьмой таким злодеям как Мерзость, Пузырь, У-Фо, Вендиго, Зззакс и Жаба. Данная версия была сбита скруллами в ходе «Секретного вторжения».

## Появление вне комиксов

### Мультфильмы
В мультсериале Spider-Man: The Animated Series геликарриер появляется в нескольких эпизодах, и даже показано его крушение.
Также геликарриер не раз появляется в мультсериале Совершенный Человек-паук .

### Фильмы
- В полнометражном фильме «Ник Фьюри, агент Щ.И.Т.»
- В полнометражном фильме «Мстители» появляется геликарриер, где происходит множество сцен.
- В полнометражном фильме «Первый мститель: Другая война» показаны 3 геликарриера.
- В сериале «Агенты Щ.И.Т.» во втором сезоне показан геликарриер из «Мстители» на базе Щ.И.Т.,
- В полнометражном фильме «Мстители: Эра Альтрона» геликарриер из «Агенты Щ.И.Т.» появляется в конце фильма.

- В полнометражном фильме «Дэдпул», финальная схватка происходит на списанном геликарриере на свалке.

### Видеоигры
- В игре Spider-Man: Web of Shadows на борту геликариера происходит большая часть сюжета, в том числе финальная битва.
- В игре Ultimate Spider-Man при игре за персонажа Венома, если поднять уровень хаоса на максимум, то над городом появлялся геликариер.
- В игре Iron Man в миссии 6: "Летающая крепость" подобный геликарриер необходимо уничтожить.
- В игре Lego Marvel Super Heroes геликарриер является локацией финального сражения, а так же доступен для исследования в свободной игре.

## Научная критика
Ретт Аллен, адъюнкт-профессор физики Южновосточного Луизианского университета, в своей статье Could the S.H.I.E.L.D. Helicarrier Fly? («Может ли геликарриер летать?») приводит расчёты, указывающие на то, что площади несущих винтов авианосца для его поднятия должны быть огромными (6,5 x 105 м2 на каждый винт) для обеспечения движения хотя бы со скоростью 28 метров в секунду (100 км в час). Для анализа Аллен использовал версию геликарриера, соответствующую показанной в фильме «Мстители». Допустив, что габариты и масса Геликарриера соответствуют габаритам и массе авианосцев типа «Нимиц», и он держится в воздухе исключительно благодаря несущим винтам, Аллен приходит к выводу, что радиус каждого винта должен быть равным 17,8 метра, а их совокупная площадь должна быть равной 4000 м2 (при условии, что все винты равного размера). Для их функционирования источник питания геликарриера должен вырабатывать не менее 2 гигаватт (для сравнения — двигатель «Нимица» обеспечивает менее 0,2 гигаватт). Кроме того, Аллен указывает, что перегрузка, воздействующая на Железного человека, вручную двигавшего один из винтов геликарриера, могла бы убить его.